# Hannes Reiter
Hannes Reiter (* 12. September 1981 in Altenmarkt im Pongau) ist ein ehemaliger österreichischer Skirennläufer. Er wurde 2001 Juniorenweltmeister im Riesenslalom und 2002 Österreichischer Meister im Riesenslalom. Im Skieuropacup konnte er drei Rennen gewinnen.

## Karriere
Reiter besuchte die Skihauptschule Bad Gastein und machte eine Ausbildung zum Einzelhandelskaufmann. Im November 1996 bestritt er sein erstes FIS-Rennen. 1998 wurde er in seiner Altersklasse Österreichischer Juniorenmeister in der Kombination und in den Kader des ÖSV aufgenommen. Im Februar 2000 nahm Reiter an den Juniorenweltmeisterschaften in der kanadischen Provinz Québec teil und belegte den 15. Rang im Slalom. Im Dezember desselben Jahres gewann er sein erstes FIS-Rennen, den Riesenslalom von Marguns. Seinen größten Erfolg feierte er bei den Juniorenweltmeisterschaften 2001 in Verbier mit dem Gewinn des Riesenslaloms vor seinem Landsmann Hans Grugger.
Ab der Saison 2001/02 war Reiter auch im Europacup erfolgreich. Am 7. Jänner 2002 fuhr er im ersten Riesenslalom von Kranjska Gora erstmals unter die besten drei, tags darauf feierte er im zweiten Riesenslalom seinen ersten Sieg. Vier Tage später kam er in Oberjoch ebenfalls auf das Podest und zu Saisonende belegte er den vierten Platz im Riesenslalomklassement. Im Februar hatte er im Riesenslalom von St. Moritz seinen ersten Start im Weltcup, er konnte aber das Rennen nicht beenden. Im April 2002 wurde er Österreichischer Meister im Riesenslalom.
Mehrere Europacup-Podestplätze gelangen Reiter auch im Winter 2002/03. Zu Beginn der Saison 2003/04 gewann der Salzburger die beiden Riesenslaloms im norwegischen Ål. Mit weiteren zwei Podestplätzen erreichte er den dritten Platz in der Riesenslalomwertung und schaffte damit den Sprung ins Weltcupteam des ÖSV. Im Weltcup hatte Reiter allerdings keinen Erfolg, er erreichte während der gesamten Saison 2004/05 in keinem Rennen den zweiten Durchgang. Im Europacup kam er während dieses Winters dreimal auf den vierten Platz. In der folgenden Saison bestritt Reiter zwei weitere Weltcuprennen, kam aber wieder nie in den zweiten Durchgang. Nach einem schweren Sturz im Riesenslalom von Adelboden am 7. Jänner 2006 musste er die Saison vorzeitig beenden.
In den folgenden Jahren kam Reiter nicht mehr im Weltcup zum Einsatz, im Europacup erreichte er aber auch nicht mehr seine früheren Leistungen. Nach zwei relativ erfolglosen Saisonen, in denen er im Europacup insgesamt nur dreimal unter die besten 15 kam, beendete er 2008 seine Karriere.

## Sportliche Erfolge

### Juniorenweltmeisterschaften
- Québec 2000: 15. Slalom
- Verbier 2001: 1. Riesenslalom

### Europacup
- Saison 2001/02: 4. Riesenslalom
- Saison 2002/03: 5. Riesenslalom
- Saison 2003/04: 7. Gesamtwertung, 3. Riesenslalom
- Saison 2004/05: 10. Super-G
- Elf Podestplätze, davon drei Siege:

| Datum            | Ort           | Land      | Disziplin    |
| ---------------- | ------------- | --------- | ------------ |
| 8. Jänner 2002   | Kranjska Gora | Slowenien | Riesenslalom |
| 4. Dezember 2003 | Ål            | Norwegen  | Riesenslalom |
| 5. Dezember 2003 | Ål            | Norwegen  | Riesenslalom |

### Österreichische Meisterschaften
- Österreichischer Meister im Riesenslalom 2002

### Weitere Erfolge
- 8 Siege in FIS-Rennen